# Karolina (Straße)
Die Karolinska Cesta (oder lat. Via Carolina Augusta), besser bekannt als Karolina, war die erste echte Straße, die Karlovac im pannonischen mit dem 105 Kilometer entfernten damaligen Kriegshafen in Bakar im adriatischen Teil Kroatiens verband. Sie wurde nach dem Habsburger Kaiser Karl III. benannt, unter dessen Herrschaft sie als Getreidestraße erbaut wurde, und der sie bei der feierlichen Eröffnung am 16. September 1728 von Rijeka nach Bakar bereiste. Der Bau war 1726 begonnen worden und schon 1727 war sie für den Verkehr freigegeben, der Straßenführung über Mrkopalj hingegen erst 1732.
Obgleich oder gerade weil diese Straße nur wenige Kilometer entfernt der Autobahn Rijeka–Karlovac folgt, wird sie heutzutage nur noch selten befahren.